# (22870) Rosing
(22870) Rosing (1999 RO193) – planetoida z pasa głównego asteroid okrążająca Słońce w ciągu 4,41 lat w średniej odległości 2,69 j.a. Odkryta 14 września 1999 roku.